# Pseudostenophylax ichtar
Pseudostenophylax ichtar är en nattsländeart som beskrevs av Schmid 1991. Pseudostenophylax ichtar ingår i släktet Pseudostenophylax och familjen husmasknattsländor. Inga underarter finns listade i Catalogue of Life.